# Nyagatovu
Nyagatovu är ett periodiskt vattendrag i Burundi.   Det ligger i provinsen Ruyigi, i den östra delen av landet, 130 km öster om huvudstaden Bujumbura.
I omgivningarna runt Nyagatovu växer huvudsakligen savannskog. Runt Nyagatovu är det ganska glesbefolkat, med 32 invånare per kvadratkilometer.